# 马当 (成汉)
马当（？—345年），五胡十六国时成汉大臣。
李寿时马当任尚书令。340年九月，后赵皇帝石虎联络大汉皇帝李寿攻打东晋，李寿任命尚书令马当为六军都督，征集士卒七万多人为水军，主持检阅军队，在成都举行盛大的阅兵式。李寿登上城楼检阅，大有吞噬江南的志向。李寿死后其子李势即位，李势没有儿子，345年，李势的兄弟大将军李广，请求让自己当皇太弟，李势不同意。马当和解思明劝谏说：“陛下兄弟不多，若再有废免，将会更加孤弱危险。”请求李势答应李广的请求。李势猜忌马当、解思明和李广有阴谋，拘捕马当、解思明斩首，夷灭三族。马当深得人心，被杀后，成汉国势日衰。